# Xaragall de les Alzines Sureres

El Xaragall de les Alzines Sureres, respecte del terme de Castellcir

El Xaragall de les Alzines Sureres és un xaragall del terme municipal de Castellcir, a la comarca del Moianès.
Està situat en el sector central del terme de Castellcir, a llevant de Cal Manel. S'origina en terres de la masia de la Roca, al Pla de les Alzines Sureres, a llevant de la urbanització del Prat i a ponent de la Roca. Des d'aquell lloc davalla cap al sud deixant a ponent la urbanització de la Roureda i a llevant la Solella de la Roca. Passa a llevant de la masia de Cal Manel i s'aboca en el torrent de l'Embosta a sota i al sud-est d'aquesta masia i al nord de la de Mont-ras.